# うたわれるもの 偽りの仮面 & 二人の白皇 歌集
『うたわれるもの 偽りの仮面 & 二人の白皇 歌集』（うたわれるもの いつわりのかめん アンド ふたりのハクオロ かしゅう）は、Suaraの企画アルバム。2016年11月9日にフィックスレコードからSACDハイブリッド盤としてリリースされた。

## 概要
- PS4ゲーム『うたわれるもの 偽りの仮面』・『うたわれるもの 二人の白皇』およびTVアニメ『うたわれるもの 偽りの仮面』の主題歌・挿入歌のうち、Suaraが歌唱したものを収録した企画アルバム。
- 通常盤と初回限定盤の二形態でリリースされた。初回限定盤のみ、PS2ゲーム『うたわれるもの 散りゆく者への子守唄』の主題歌およびTVアニメ『うたわれるもの』主題歌・OVA『うたわれるもの』主題歌を収録したCDが付属している。
- 2016年11月21日付のオリコンチャート週間8位を記録した。Suaraとしては初めて同チャートで週間10位以内に入った。
- 本作はアナログレコードも作成された。初回限定盤収録曲も含めた2枚組で、2016年12月19日の「うたわれるものSUPER LIVE 2016」や29日～31日の「コミックマーケット91」で販売された[2][3]。

## 収録曲

### Disc 1 （通常盤・初回限定盤共通）
◇はアルバム初収録、◆は新録
1. ヌエドリ
作詞：須谷尚子、作曲・編曲：衣笠道雄
  - PS4・PS3・PS Vitaソフト『うたわれるもの 偽りの仮面』オープニングテーマ。6作目のアルバム『声』収録曲。
2. 恋夢
作詞：須谷尚子、作曲・編曲：松岡純也
  - PS4・PS3・PS Vitaソフト『うたわれるもの 偽りの仮面』エピローグテーマ。6作目のアルバム『声』収録曲。
3. 不安定な神様 ◇
作詞：須谷尚子、作曲：下川直哉、編曲：小林俊太郎
  - TVアニメ『うたわれるもの 偽りの仮面』オープニングテーマ。11作目のシングルの表題曲。
4. ユメカウツツカ ◇
作詞：巽明子、作曲・編曲：松岡純也
  - TVアニメ『うたわれるもの 偽りの仮面』エンディングテーマ。11作目のシングル「不安定な神様」のカップリング。
5. 天かける星 ◇
作詞：須谷尚子、作曲：中上和英、編曲：衣笠道雄
  - TVアニメ『うたわれるもの 偽りの仮面』オープニングテーマ。12作目のシングルの表題曲。
6. 星降る空仰ぎ見て ◇
作詞：須谷尚子、作曲・編曲：衣笠道雄
  - TVアニメ『うたわれるもの 偽りの仮面』エンディングテーマ。12作目のシングル「天かける星」のカップリング。
7. 星灯（ヒカリ） ◇
作詞：須谷尚子、作曲・編曲：衣笠道雄
  - PS4・PS3・PS Vitaソフト『うたわれるもの 二人の白皇』オープニングテーマ。2016年9月21日にデジタルシングルとして先行配信された。
8. キミガタメ 2016 ◆
作詞：須谷尚子、作曲：下川直哉、編曲：小林俊太郎
  - PS4・PS3・PS Vitaソフト『うたわれるもの 二人の白皇』挿入歌。2作目のアルバム『夢路』収録曲のニューバージョン。
9. 永久に 2016 ◆
作詞：須谷尚子、作曲：松岡純也、編曲：衣笠道雄
  - PS4・PS3・PS Vitaソフト『うたわれるもの 二人の白皇』挿入歌。2作目のアルバム『夢路』収録曲のニューバージョン。（カバー。オリジナルは元田恵美で、PC版『うたわれるもの』エンディングテーマ）
10. 麗しき世界 ◆
作詞：須谷尚子、作曲・編曲：衣笠道雄
  - PS4・PS3・PS Vitaソフト『うたわれるもの 二人の白皇』エンディングテーマ。『うたわれるもの 偽りの仮面』・『うたわれるもの 二人の白皇』劇中BGM「仮面の者 -アクルトゥルカ-」のボーカルアレンジ。
11. 夢想歌 2016 ◆
作詞：須谷尚子、作曲・編曲：衣笠道雄
  - PS4・PS3・PS Vitaソフト『うたわれるもの 二人の白皇』挿入歌。1作目のシングル「夢想歌」表題曲のニューバージョン。

### Disc 2 （初回限定盤のみ）
1. 君だけの旅路
作詞：須谷尚子、作曲・編曲：衣笠道雄
  - PS2『うたわれるもの 散りゆく者への子守唄』オープニングテーマ。2作目のアルバム『夢路』収録曲。
2. 夢想歌
作詞：須谷尚子、作曲・編曲：衣笠道雄
  - TVアニメ『うたわれるもの』オープニングテーマ。1作目のシングルの表題曲。
3. adamant faith
作詞：須谷尚子、作曲・編曲：松岡純也
  - OVA『うたわれるもの』オープニングテーマ。8作目のシングルの表題曲。
4. キミガタメ
作詞：須谷尚子、作曲：下川直哉、編曲：衣笠道雄
  - PS2『うたわれるもの 散りゆく者への子守唄』エンディングテーマ。2作目のアルバム『夢路』収録曲。